# Никола Белопитов
Никола Райков Белопитов е български инженер, изобретател и стопански деятел. Деец на Българска комунистическа партия. Съветски разузнавач.
Считан е за основател на българската електропромишленост. Под неговото ръководство се изгражда основната техническа и материална база на електротехническата индустрия в България. Построени са Силнотоковият завод в София, Електропорцелановият завод в Николаево, заводът за електроинсталационни материали в Русе, завод Елпром в Троян, завод „Ненко Илиев“ в Севлиево, Кабелният завод в Бургас и други. Заслужил деятел на техниката (1971).

## Биография

### Образование. Комунистическа, агентурна и професионална дейност
Роден е през 1901 г. в Панагюрище. Баща му е часовникар и притежател на единствената книжарница в града. Завършва гимназия с отличие. Още в юношеството си става привърженик на левите идеи. Член е на Съюза на работническата социалдемократическа младеж (1918 - 1920), създател на градската организация в Панагюрище.
От 1920 г. е член на Българската комунистическа партия. През 1921 г. заминава да учи електроинженерство във Виена. През 1923 г. се връща, за да се включи в Септемврийското въстание  . Арестуван е, но е освободен от затвора. Заминава за Данциг (днешен Гданск), където продължава обучението си. Там става член на Германската комунистическа партия под името Николаус Фрай; свързан е и с работещите нелегално в Германия полски комунисти. През 1928 г. е вербуван от съветското Главно разузнавателно управление (ГРУ), даден му е псевдоним „Паул Бекерт“. През 1929 г. се дипломира като електроинженер и се завръща в България.
Започва работа в Панагюрище. Постъпва на работа електромеханик във водния синдикат „Въча“. Проектира и осъществява електрификацията на града. Става служител на Главна дирекция „Поща, телеграф, телефон“ (1931 – 1934). Същевременно се занимава с нелегална дейност – участва в групата на съветския разузнавач Димитър Ананиев (с псевдоним „Мими“), като осигурява достъп и копиране на шифрованата държавна и дипломатическа поща, до която има достъп поради служебната си позиция. През 1934 г. е уволнен.
През 1934 г. създава с пари на съветското разузнаване фирмата „БеКоП“ за производство и внос на радио- и електротехническа апаратура. Изпълнява поставените му задачи. 
От 1939 г. е един от радистите на групата на съветския агент Владимир Заимов („Азорски“). Арестуван е на 23 март 1942 г. по делото „Заимов“, но поради отсъствие на доказателство е освободен. Веднага възстановява контакта с ГРУ и в периода 1942 – 1944 г. се изявява като един най-важните съветски агенти в България. През лятото на 1944 г. оборудва и въвежда в експлоатация втора нелегална радиостанция.
Активен член и секретар на Българското инженерно и архитектурно дружество. Член е и на Клуба на радиолюбителите „Родно радио“, който се бори за отмяна на забраната за продажба на радиоапарати в България. През 1933 г. влиза в ръководството на клуба.

## След Деветосептемврийския преврат

### Българска електропромишленост
След 9 септември 1944 г. Белопитов започва работа в Управителния съвет на Електрификацията и ръководи Телефонната централа. По това време страната остро се нуждае от възстановяване и модернизация. През 1945 г. той прави „един голям доклад с много цифри“, който става основа на бъдещата електропромишленост на България. Министър по това време е Трайчо Костов и той дава зелена светлина за реализация на предложенията му.
Първото ново предприятие е Слаботоковият завод за телефонни апарати. През 1948 г. в България групата „Елпром“ има 12 дребни предприятия, 11 инженера, 850 работници.
„Съгласно плана ми трябваше да създам 12 завода из цялата страна.“ – пише Никола Белопитов. „Най-важен от тях бе силнотоковият завод. Но за всеки един липсваше каквато и да е било основа. Приятели и началници ме посъветваха да чакам заводите да се проектират и оборудват от Съветския съюз, както правеха всички тогава. Аз бях обаче съм на мнение, че проектирането, строежът и обзавеждането на заводите беше по силите ни...“
Такъв размах на мисленето не среща разбиране от партийното ръководство. Белопитов е принуден да води необичайно „двойно счетоводство“ – изготвя заданията за заводите в две различни версии: една реална и друга с неколкократно занижени цифри за пред партията. В това си дело той среща неочаквана подкрепа и разбиране у колегите от Москва. Както казва самият той „съветските другари ни разбраха и затова се присъединиха към нашата „благородна лъжа“ ...“.
След тръгването на заводите се вижда, че всички те са напълно натоварени, построени с много добра перспектива и прозорливост. А някои – като Електропорцелановия завод, търпят и неколкократни разширения. За 3 години се изгражда цялата база на електротехническата индустрия в България. Отварят врати Слаботоковият и Силнотоковият заводи, Електропорцелановият завод, Заводът за електроинсталационни материали, Заводът за електронагревателни уреди, Кабелният завод и Електроапаратурният завод, Заводът за трансформатори и т.н. – общо 11 завода.
Ето какво си спомня за тези времена племенничката му Мария Белопитова: „Често ни натоварваше в служебната кола – нас децата, и тръгвахме по строящите се заводи в Севлиево, в Троян, в Русе. С много вдъхновение ни разказваше за мечтите си, за бъдещото производство и развитие на тези заводи. Ние го слушахме с голямо внимание и увлечение, макар че много неща не разбирахме. Чичо имаше общ език, много хубаво умееше да разговаря с нас децата.“
Бурното развитие на електропромишлеността започва да дава своето отражение върху общото развитие на икономиката на страната. Заводите осигуряват хиляди работни места, продукцията започва да се изнася за чужбина. Осигурена е възможност за развитие на останалите индустрии – налична е енергия и материали за експлоатацията ѝ. Отлично работят съобщителните и енергийните канали. Промените се чувстват и в бита на обикновения българин. В страната започва работа Българската фабрика за електрически лампи. Налице е масовото навлизане на електроуредите в домовете – електрически бойлери, котлони, ютии, перални, маслени радиатори.
В края на 1950 г. Никола Белопитов е освободен от заеманата длъжност поради „изграждането на прекалено големи заводи“. По това време той започва първите си открити критики към партийното ръководство, изразявайки несъгласието си с ниското заплащане на квалифицираните инженерни кадри. Той пише до Министерския съвет: "Оценката на труда на инженера не се различава много от тази на работниците и служещите. Така един околийски архитект получава малко повече от машинописката. В заводите, където се плаща на норма, най-обикновено явление е директорът да получава много по-малко отколкото стотици производственици, които работят на норма. А какво остава за главния инженер, за инженерите-конструктори, началниците на отдели.”

### Работа в НИИС
През 1949 г. се създава първия в България ведомствен научноизследователски отдел по съобщенията, с първи директор Недялко Велев, а през 1952 г. Белопитов е назначен за директор на Научно–изследователския институт по съобщенията (НИИС), където основната му дейност е чисто научно–изследователска. Там той преоткрива удоволствието от научната работа и още нещо, което го прави щастлив до края на живота му – сътрудничеството с младите хора. В общуването си е изключително непосредствен, бързо премахва бариерите, говори увлекателно, уважава чуждото мнение и умее да изслушва. Това го превръща в много успешен учител и ръководител за поколения млади инженери. Всяка сутрин той прави своята обиколка из лабораториите, започвайки от вратата със знаменитото си „Здравейте! Какво ново?“.
През 1960 г. е назначен за директор на Научноизследователски институт по електротехническа промишленост – това е все още една нова организация, която тепърва има да показва истинския си потенциал. Най-сложната задача на Белопитов е да обори мнението, че „научните институти не произвеждат нищо“. Той използва цялото си красноречие и способност да убеждава и Институтът по електропромишленост се обзавежда с една от най-впечатляващите за времето си сграда в Горни Лозенец, София, където на разположение на „работниците на ума“ са модерни лаборатории, производствени корпуси, които да позволяват затваряне на цялостния процес на изобретяване, създаване и тестване. Поставената база позволява Институтът да се развие като ефективна организация с отлична продукция, многократно награждавана с Димитровска награда.
През 1961 г. Белопитов е поканен да участва в специално сформираната група за изготвяне на „Перспективна програма за развитието на електротехническата промишленост за периода 1962 – 1980“. Направената програма, макар отново да се струва на някои специалисти „фантастична“ се оказва много прозорлива и позволява на България през 80-те години да бъде една от страните с най-развита електротехническа промишленост.

### Методът Белопитов
"Методът Белопитов”, както много учени от периода наричат електроискровото напластяване, е евтин, достъпен и ефикасен начин за полагане на покрития от благородни метали върху метални повърхности. Измислен за телефонните централи, той се оказва приложим при много други електрически уреди. Благодарение на това изобретение изчезват неприятните паразитни шумове в слушалките на милиони хора по света. Никола Белопитов започва да работи по идеята си още през 1951 г., а през 1957 г. за първи път българско изобретение бива патентовано в Германия. През 1958 година с указ на министъра на съобщенията методът се въвежда в СССР. Следват ГДР, САЩ, Великобритания, Аржентина, Норвегия и други страни.
В България обаче през 1959 г. са произведени само 11 ръчни апарата, които се оказват дефектни. Внедряването се възпрепятства, а за дефектите е обвинен авторът на изобретението. Същевременно сътрудници–конструктори предявяват претенции за съавторство. Сформира се специална комисия, която разследва случая и излиза със заключение, че претенциите им са неоснователни. Във връзка с това изобретение във вестник „Работническо дело“ излиза статията на Барух Шамлиев „Кой прокуди златната птица“, в която пише: „Случаят с изобретението на инж. Белопитов е много показателен. Вместо нашата страна да организира масовото производство на тези апарати и износа им в чужбина /.../, сега по вина на един отблъскващ бюрократизъм ще се задоволи с приложението едва на 5 бройки машини“.

### В немилост
През 1963 г. противоречията между Белопитов и отговорните партийни кадри се задълбочават. Въпреки официалната покана за изнасяне на доклад по метода в ГДР той не получава необходимото разрешение да пътува. Той пише до министъра: „Моята разработка е първият български патент, регистриран в чужбина. За пръв път в чужбина се заговаря за българско изобретение. Телеграмата, с която ме канят от ГДР, стана известна на пощенци 10 часа преди да я получа. /.../ Сега, като ме попитат защо не съм се отзовал на поканата, аз не мога да кажа, че Вие, че партията не сте ме пуснали. /.../ Всички научно-технически работници у нас са мнение, че нашата партия и правителство пренебрегват, а не поощряват научно-техническата мисъл“. Заминава с 2 дни закъснение и на собствени разноски, след което следва освобождаване от поста.

### Последни години
На 65 години Никола Белопитов е изпратен в пенсия. Този момент той с хумор описва така: „Опитах се да бъда „редови“ пенсионер, но много бързо започнах да остарявам. Така опитите ми излязоха несполучливи..." Той се връща в лабораториите на „Електротехнология“ и продължава да работи върху внедряването на електроискровото напластяване в различни области на индустрията.
През 1972 г. постъпва в болницата в тежко състояние. Докато лежи там, започва да пише роман. Завършва книгата си, но тя не е публикувана. Единствен читател остава синът му Райко Белопитов: „Романът бе озаглавен „Какво се случи през 2000 година?“. Той разглежда бъдещето, когато Светът се вразуми и не се дели по политически причини на Запад и Изток, когато човечеството се откаже от войната и въоръжението, настъпи един социален и хуманен строй, когато с освободените средства хората започнат да правят чудеса.“
На болничното си легло в Първа градска болница в столицата той посреща новината, че е получил златен медал от Общосъюзното изложение в Москва за своя разработка, направена съвместно с колеги от Централния институт по изчислителна техника:  Лабораторна електрохидравлична мелница ЕХЛ-1Л. Дни след това, на 24 март 1972 г., Никола Белопитов умира от бронхопневмония.

## Семейство
През 1950 г. Никола Белопитов се жени за Олга Белопитова, която по-късно се насочва към професионалната живопис. Имат един син – Райко Белопитов.

## Памет
На името му са наречени Институтът по електротехническа промишленост и Професионалната техническа гимназия в Панагюрище.